# The Damn Personals
The Damn Personals était un groupe de rock américain originaire de Boston qui a existé entre 1998 et 2005. 

## Histoire
Le groupe s'est rapidement frayé un chemin sur la scène du rock indépendant à l'époque, devenant populaire grâce à la mélodie entraînante de leurs chansons et de l'énergie dégagée lors de leurs concerts en live.
Leur popularité grandissante a eu pour résultat un contrat avec la maison de disques Big Wheel Recreation chez laquelle le groupe a sorti deux albums, Driver, Driver en 1999 (avec pour producteur Darron Burke), et Standing Still In The USA en 2002 (avec pour producteur Michael Deming).
De 1999 à 2005, le groupe s'est produit à travers les États-Unis une douzaine de fois, parfois avec d'autres groupes telles que Piebald, The Explosion, The Mooney Suzuki, Radio 4, Ted Leo and the Pharmacists, The Strokes, Jimmy Eat World et The Hives.
Au milieu de l'année 2003, Jim Zavadoski quitte le groupe et est remplacé par l'ex-membre de Nigel 6, Mike Faulkner. La même année, le groupe perd son contrat à cause de la dissolution de Big Wheel Recreation. Ken Cook déménage à New York en 2004, et Anthony Rossomando voit une augmentation des demandes de remplacement du chanteur Pete Doherty issu du groupe de rock anglais The Libertines, souvent absent à cause de ses problèmes de drogue. Malgré tout, The Damn Personals enregistre un dernier album The World Will End avec le producteur Andrew Schneider et qui sort en 2007 exclusivement sur internet. 
The Damn Personals prennent la décision de se séparer fin 2005.
Par la suite, Anthony Rossomando forme Dirty Pretty Things avec deux des quatre membres de The Libertines, Carl Barat et Gary Powell. Jim Zavadoski rejoint le groupe Bostonien The Snowleopards. Ken Cook reprend les claviers pour Weird Owl, un groupe mené par l'ancien manager de tournée des Damn Personals, Trevor Tyrrell. Michael Gill crée avec son ami Ron Ragona, le groupe The Murder Mile que Michael Faulkner rejoint à l'été 2008.

## Membres
Le groupe est né autour du chanteur et guitariste Ken Cook et du guitariste Anthony Rossomando. Après plusieurs faux départs, le groupe a établi la liste complète de ses membres au cours de l'été 98, avec Jim Zavadoski à la basse et le batteur Mike Gill, qui avaient tous deux déjà joués auparavant avec Cook et Rossomando.
- Ken Cook (chant, guitare)
- Mike Gill (batterie)
- Anthony Rossomando (guitare)
- Jim Zavadoski (basse, 1998-2003)
- Mike Faulkner (basse, 2003-2005)

## Discographie
- Driver/Driver (1999)
- Standing Still In the USA (2002)
- The World Will End (2005)